# Hippolyte Fockedey
Hippolyte Fockedey (* 21. Juni 1804 in Paris; † 17. September 1876 in Lille) war ein französischer Fotopionier. Er gründete 1851 gemeinsam mit seinem Freund und Geschäftspartner Louis Désiré Blanquart-Evrard die "Imprimérie Photographique" in der Nähe von Lille, Frankreich.
Das Unternehmen hat eine besondere Bedeutung in der Geschichte der Fotografie, denn es war die erste industriell ausgerichtete Kopieranstalt zur Massenproduktion fotografischer Abzüge. Hier begann man 1851 mit der Herausgabe von Alben der frühen Fotografen – mit Reproduktionen von Kunstwerken und den historischen Stätten ferner Länder. Im Jahr 1855 musste Blanquart-Evrard trotz rationeller Fließbandarbeit den Betrieb wieder schließen, da er der Konkurrenz durch die Fotolithografie und Heliografie nicht standhalten konnte. 